# Company Lake
Company Lake är en sjö i Kanada.   Den ligger i provinsen Nova Scotia, i den östra delen av landet, 1 100 km öster om huvudstaden Ottawa. Company Lake ligger 201 meter över havet. Den ligger på ön Kap Bretonön.